# De witte heks (boek)
De witte heks is een fantasyboek van de Britse schrijfster Tanith Lee, het derde deel van de Geboortegraf-trilogie.

## Verhaal
Vazkor, zoon van de Zwarte Wolf van Ezlann en de heks Uastis is de laatste van het mythische Verloren Ras. Hij trekt de wereld door op zoek naar zijn moeder en Karrakaz-Zonder-Ziel, de Witte Heks.

## Geboortegraf-trilogie
1. 1975 - Het geboortegraf (The Birthgrave)
2. 1978 - Schaduwvuur (Vazkor, Son of Vazkor)
3. 1978 - De witte heks (Quest for the White Witch)